# Reinhard Strohm
Reinhard Strohm (* 4. August 1942 in München) ist ein deutscher Musikwissenschaftler und Professor an der Universität Oxford. 

## Leben
Reinhard Strohm studierte von 1961 bis 1971 Musikwissenschaft, Latein and Italienische Literatur in München und Berlin bei Thrasybulos Georgiades, Wolfgang Osthoff und Carl Dahlhaus. Strohm wurde 1971 mit einer Arbeit zum Thema Italienische Opernarien des frühen Settecento (1720–1730) promoviert. Von 1970 bis 1982 war er als Redakteur an der Richard-Wagner-Gesamtausgabe in München tätig. 1975–1983 war er „Lecturer in Music“ am King’s College London.
Strohm war von 1983 bis 1990 Professor für Musikgeschichte an der Yale University, 1990-1996 Reader, dann Professor für Historische Musikwissenschaft am King’s College London. Von 1996 bis zu seiner Emeritierung 2007 war Strohm Heather-Professor für Musik an der Universität Oxford, und seit 1993 ist er Fellow der British Academy. 
Strohm ist korrespondierendes Mitglied der American Musicological Society und Mitherausgeber von Acta Musicologica, Early Music History, Orbis musicae, Dramaturgia Musicale Veneta und der Kritischen Edition der Werke von Antonio Vivaldi und Pietro Locatelli. Der Akademie der Wissenschaften zu Göttingen gehört er seit 1999 als korrespondierendes Mitglied an. Seit 1994 ist er Mitglied der Academia Europaea, seit 2016 Mitglied der Accademia delle Scienze di Torino.

## Forschungsgebiete
Strohms Forschungsgebiete sind die Musikgeschichte des Mittelalters, der Renaissance und des 18. Jahrhunderts, die Geschichte der Oper und die Historiographie der Musikwissenschaft.

## Auszeichnungen
- 1977: Dent medal der Royal Musical Association
- 2007: Glarean-Preis der Schweizerischen Musikforschende Gesellschaft[4]
- 2012: Balzan-Preis für Musikwissenschaft[5]

## Veröffentlichungen
- Italienische Opernarien des frühen Settecento (1720–1730) (= Analecta Musicologica 16). 2 Bände. Köln 1976, ISBN 3-87252-095-4.
- Die italienische Oper im 18. Jahrhundert (= Taschenbücher zur Musikwissenschaft 25). Wilhelmshaven 1979, ISBN 3-7959-0110-3.
- Music in Late Medieval Bruges. Oxford 1985, ISBN 0-19-316327-6.
- The Rise of European Music, 1380–1500. Cambridge 1993, ISBN 0-521-41745-7.
- Dramma per musica. Italian opera seria of the eighteenth century. New Haven CT, 1997, ISBN 0-300-06454-3.
- The operas of Antonio Vivaldi (= Studi di musica veneta: Quaderni vivaldiani 13). 2 Bände. Florenz 2008, ISBN 978-88-222-5682-9.
- Essays on Handel and Italian Opera. Cambridge University Press, Cambridge 2008, ISBN 978-0-521-08835-0.